# Тіоціанатометрія
Тіоціана́тометрі́я, рода́нометрі́я, ме́тод Фо́льгарда — титриметричний метод для кількісного визначення речовин, які утворюють малорозчинні сполуки при взаємодії з тіоціанатами.
Метод зазвичай застосовується для визначення вмісту солей Ag(I) та Hg(II). Непрямий та зворотний способи тіоціанатометричного титрування застосовуються для визначення галогенідів.

## Визначення
Виділяють прямий, непрямий та зворотний способи титрування.

### Пряме титрування
Пряме титрування базується на додаванні до досліджуваного розчину стандартних розчинів тіоціанату калію KSCN або амонію NH4SCN з утворенням малорозчинних сполук:
{\displaystyle \mathrm {Hg^{2+}+2SCN^{-}\longrightarrow Hg(SCN)_{2}\downarrow } }
{\displaystyle \mathrm {Ag^{+}+SCN^{-}\longrightarrow AgSCN\downarrow } }
Після повного відтитровування катіонів Ag+ та Hg2+, тіоціанат-іони взаємодіють з іонами Fe3+, котрі додаються у розчин у вигляді солі Мора або нітрату заліза(III):
{\displaystyle \mathrm {3SCN^{-}+Fe^{3+}\rightleftarrows [Fe(SCN)_{3}]} }
Утворений комплекс забарвлює розчин у рожевий колір, що свідчить про досягнення кінцевої точки титрування.

### Непряме титрування
Застосовується для визначення вмісту галогенідів.
Досліджуваний розчин титрується у кислому середовищі стандартним розчином нітрату срібла(I) в присутності індикатору (солей Fe3+), а також незначної кількості (0,1 мл) 0,01 моль/л розчину тіоціанату амонію. Титрування проводиться до зникнення рожевого забарвлення.
Катіони аргентуму осаджують галогенід-іони:
{\displaystyle \mathrm {Ag^{+}+Hal^{-}\longrightarrow AgHal\downarrow } }
Після повного відтитровування галогенідів надлишкова крапля розчину Ag(III) взаємодіятиме із тіоціанатом заліза, який зумовлює рожевий колір розчину, що призведе до знебарвлення:
{\displaystyle \mathrm {3SCN^{-}+Fe^{3+}\rightleftarrows [Fe(SCN)_{3}]} }
{\displaystyle \mathrm {[Fe(SCN)_{3}]+3Ag^{+}\rightleftarrows 3AgSCN\downarrow +\ Fe^{3+}} }

### Зворотне титрування
До досліджуваного розчину галогеніду додається у відомому надлишку розчин нітрату срібла, а його частина, що не прореагувала, відтитровується стандартним розчином тіоціанатів калію або амонію:
{\displaystyle \mathrm {Ag^{+}+Hal^{-}\longrightarrow AgHal\downarrow } }
{\displaystyle \mathrm {Ag^{+}+SCN^{-}\longrightarrow AgSCN\downarrow } }
Кінцева точка титрування визначається при додаванні солей Fe(III): зайва крапля розчину тіоціанату реагуватиме з утворенням комплексу, що забарвлює досліджуваний розчин у рожевий колір:
{\displaystyle \mathrm {3SCN^{-}+Fe^{3+}\rightleftarrows [Fe(SCN)_{3}]} }

## Умови
- Визначенню срібла за прямим методам заважають сполуки нікелю, кобальту, свинцю, міді, ртуті, а також хлориди, сульфіди; визначенню ртуті заважають броміди і хлориди.
- Титрування проводиться у кислому середовищі для запобігання гідролізу сполук Fe3+; розчин підкислюють нітратною кислотою концентрацією 0,4—0,6 моль/л.
- Осад AgSCN здатен адсорбувати на своїй поверхні іони Ag+, що може вплинути на результати титрування. Для уникнення цього визначення проводять при сильному перемішуванні.
- При визначенні йодидів можливий перебіг реакції відновлення заліза(III):

{\displaystyle \mathrm {2Fe^{+3}+2I^{-}\longrightarrow 2Fe^{+2}+I_{2}} },
тому індикатор додається наприкінці титрування.
- При визначенні хлоридів можлива обмінна реакція:

{\displaystyle \mathrm {AgCl+SCN^{-}\longrightarrow AgSCN\downarrow +Cl^{-}} }
Для запобігання контакту частинок хлориду срібла та тіоціанат-іонів, до розчину додають 1—2 мл тетрахлорометану, хлороформу або нітробензену.